# Transleithanien
Transleithanien (dvs. landene på den anden side af floden Leitha (set fra Wien)) var fra 1867 til 1918 den ungarske halvdel af dobbeltmonarkiet Østrig-Ungarn.
Officielt hed landene: Landene under den ungarske Sankt Stefanskrone, (tysk: Die Länder der Heiligen Ungarischen Stephanskrone, ungarsk: Szent István Koronájának Országai, A Magyar Szent Korona Országai, kroatisk: Zemlje krune Svetog Stjepana, slovakisk: Krajiny Svätoštefanskej koruny). 

## Geografi
Transleithanien bestod af den centrale og sydøstlige halvdel af Østrig-Ungarn.

## Opdeling
Administrativt var Transleithanien opdelt i tre områder:
- Kongeriget Ungarn (med Burgenland) og bilande (storfyrstendømmet Siebenbürgen (Transsylvanien), Voivodskabet Serbien og Temeser Banat (Vojvodina og Timișoara–Banatet)).
- Kongeriget Kroatien og Slavonien
- havnebyen Fiume (Rijeka) med omegn. I 1779 havde Maria Theresia af Østrig givet byen et indre selvstyre (Corpus separatum). Mellem 1867 og 1818 stredes Ungarn og Kroatien om overherredømmet. I praksis blev Fiume dog styret fra Budapest.

## Bosnien-Hercegovina
Fra 1878 til 1918 var Bosnien-Hercegovina et kondominat under fælles østrigsk–ungarsk administration. I 1908 tog Østrig-Ungarn suveræniteten fra Det Osmanniske Rige.